# Осейджи

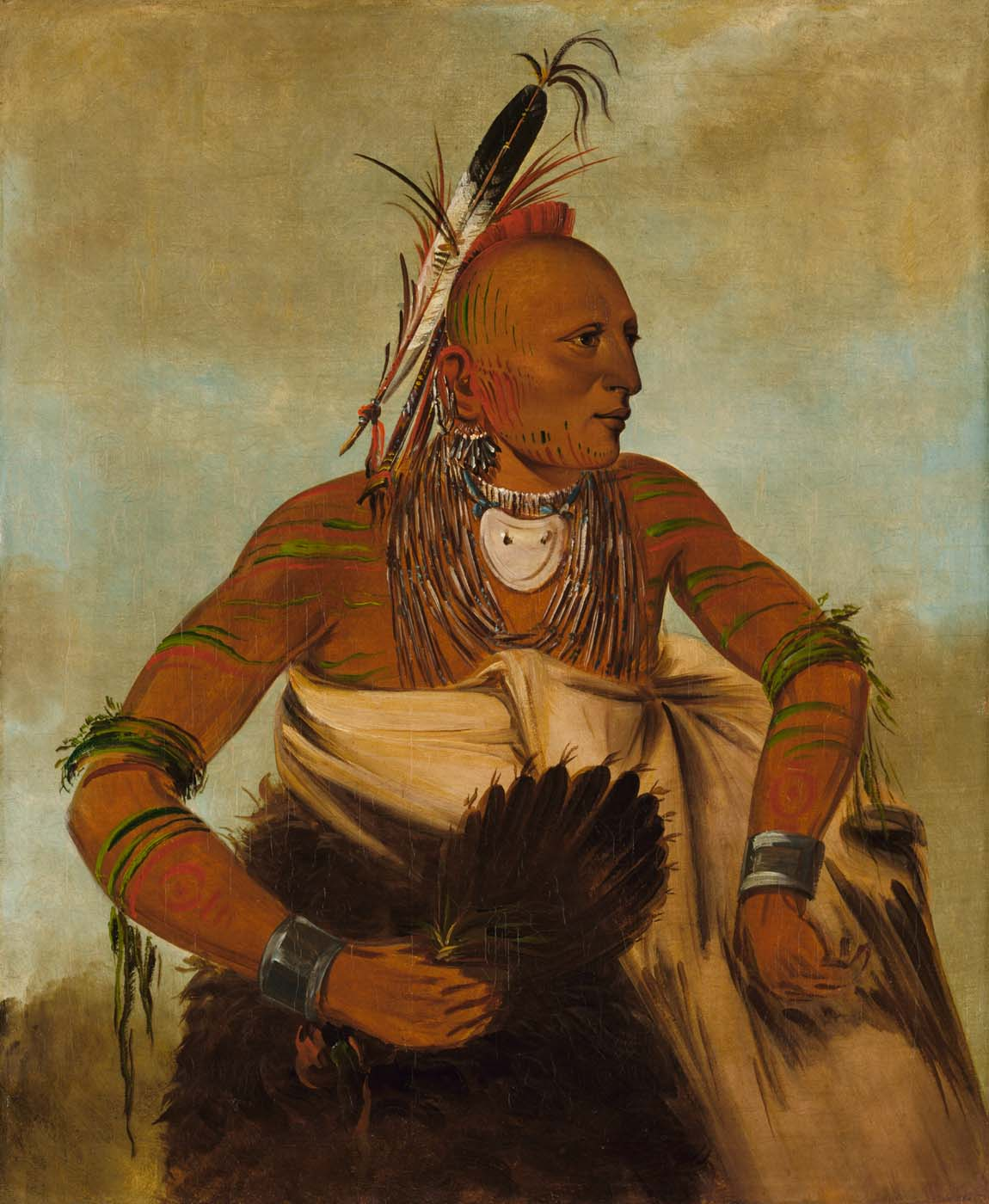
Воин из племени осейджи. Художник Джордж Кэтлин

Осе́йджи, оседж,осаж (фр. Osage; самоназвание — важаже) — индейское племя из группы народов сиу. Согласно одной точке зрения — около 1200 года н. э., согласно другой — в течение XVII века в результате вторжения ирокезов ушли из долины реки Огайо, ныне штат Кентукки, где проживали до этого в течение многих сотен лет. Около 1700 г. осейджи осели к западу от реки Миссисипи на территории современных штатов Арканзас, Миссури, Канзас и Оклахома. В то время осейджи были наиболее сильным и влиятельным племенем региона. Язык осейдж (важажа) относится к группе дхегиха сиуанских языков.
Художник XIX века Джордж Кэтлин описывал осейджей как «самую высокую породу людей в Северной Америке среди краснокожих и белых; редко бывает, чтобы мужчины были ниже шести футов ростом, многие достигают шести с половиной футов (1,9 м*), а иные даже семи (2,13 м)».
В настоящее время осейджи — признанное на федеральном уровне племя. Они проживают в основном на территории округа Осейдж в штате Оклахома, хотя многие представители племени рассеяны по всей стране.
1910—1930 года стали печально известным периодом убийств представителей индейцев-осейджей, связанных с нефтедобычей на их землях в округе Осейдж (что подробно отражено в научно-популярной книге «Убийцы цветочной луны. Нефть. Деньги. Кровь» Дэвида Гранна и основанном на ней фильме «Убийцы цветочной луны» Мартина Скорсезе).
Из осейджей происходили сёстры-балерины Марджори и Мария Толчиф. Последняя носительница языка осейдж, Люсиль Рубедо (англ. Lucille Roubedeaux), умерла в 2005 году.